# Irena Mrozowicka
Irena Mrozowicka h. Prus III, ps. „Nagoda”, „Niebliziński", „N...a" (ur. 1863 w Sieczkowie, zm. w grudniu 1939 we Lwowie) – polska pisarka dla młodzieży i dzieci, działaczka społeczna. 

## Życiorys
Urodziła się w 1863, jako córka Stanisława Piotra Mrozowickiego, ziemianina, członka Towarzystwa Rolniczego w Królestwie Polskim i Eugenii z Załęskich herbu Prus III. Siostrą Ireny była pisarka Zofia Mrozowicka (ps. „Iza, Z M., Z.Mr., Zofia M.”). Po upadku powstania styczniowego, podczas którego znaczącą rolę odegrał stryj, Michał Władysław, rodzina zmuszona była sprzedać majątek i przeniosła się około 1872 roku do Lwowa.
Podobnie jak jej starsze siostry, Gabriela i Zofia, odebrała staranne wychowanie domowe. We Lwowie, gdzie mieszkała aż do śmierci, bardzo wcześnie rozpoczęła działalność pisarską, występowała również pod pseudonimem „Nagoda”. Debiutowała w „Nowej Reformie” – dzienniku wydawanym od 1882 roku w Krakowie. Początkowo publikowała bardziej literackie niż teatralne utwory, następnie publikowała w licznych czasopismach krakowskich i lwowskich, m.in. w „Gazecie Lwowskiej” oraz warszawskich, m.in. w tygodnikach „Biesiada Literacka” i „Wieczory Rodzinne”. W latach 1893–1904 wspólnie z siostrą Zofią redagowała dwutygodnik „Wiek Młody”. Współpracowała z czasopismami pedagogicznymi wydawanymi w Warszawie, m.in. z „Przeglądem Pedagogicznym” i z „Wychowaniem w Domu i Szkole”. W 1907 roku na zjeździe pracowników oświatowych ze środowisk wiejskich oraz wybitnych znawców teatru, podczas którego założono Związek Teatrów i Chórów Włościańskich, została wybrana razem ze swoją siostrą Zofią na członka jego zarządu. 
Jej utwory podejmujące tematy społeczne wywoływały ostrą reakcję środowiska prawicowo-konserwatywnego, które uznawały je za zbyt postępowe lub wręcz feministyczne. Przykładem tego może być recenzja jej książki „Po zwycięstwie” z 1909 r., pióra Stefana Kiełczyńskiego, opublikowana w warszawskim piśmie „Społeczeństwo: tygodnik naukowo-literacki, społeczny i polityczny”, w której autor tzw. „literaturę kobiecą” potraktował jako: „…oficjalny dowód twórczego bezładu i przyciemności duchowej autorek”. 
Na początku 1920 roku z inicjatywy związku Teatrów i Chórów Włościańskich oraz Komitetu Obrony Kresów zachodnich Irena Mrozowicka ułożyła „Szopkę plebiscytową”, która miała służyć jako środek agitacyjny na potrzeby plebiscytu na Górnym Śląsku. Po jednym przedstawieniu w sali Kasyna i Koła Literacko-artystycznego we Lwowie, zespół teatralny wyruszył z tym utworem „w okolice plebiscytowe”. Jak pisała  wówczas prasa lwowska  („Gazeta Poranna”, nr 5061/1920, „Kurier Lwowski”, nr 24/1920): „dostanie się szopki poza linię strzeżoną dotąd przez Niemców jest już możliwe, przeto za dni kilka król Herod wyjeżdża na Śląsk oddać głowę pod kosę śmierci”. 
Niektóre jej utwory były grane przez teatry zawodowe we Lwowie, Poznaniu i innych miastach, np. w 1931 roku jej baśń sceniczna „Noc św. Mikołaja w lesie” w 4 aktach była grana z powodzeniem w Teatrze Wielkim i Teatrze Rozmaitości we Lwowie. 
Do słów jej utworu pt. Bogarodzica: Pieśń Wielkanocna melodia archaiczna, kompozytor Władysław Rzepko skomponował muzykę w 1925 roku pt. Kwitną sady. 
Od 1910 roku była członkiem wspierającym zwyczajnym Towarzystwa dla Popierania Nauki Polskiej we Lwowie oraz w lutym 1931 roku została powołana na członka zarządu Lwowskiego Związku Zawodowego Literatów Polskich. 
Nie założyła rodziny, zmarła w grudniu 1939 we Lwowie i została pochowana w grobie rodzinnym na Cmentarzu Łyczakowskim.

## Odznaczenia
- Srebrny Wawrzyn Akademicki (4 listopada 1937)[17]

## Twórczość
- Własnemi oczyma: Nowele, Lwów 1889[18]
- Piastunka (nowela), Kraków 1890[19]
- Jak wszystkie i inne nowele i obrazki, Warszawa 1892[20]
- Mowa jest srebrem a milczenie złotem, [w:] „Echo Muzyczne, Teatralne i Artystyczne”, R. 11: 1894, nr 26, s. 311–312
- Prima aprilis, Lwów 1894
- Kłótnia o wiatr, Lwów 1894
- Bunt aniołów. Komedia, Lwów 1895
- Złapał żołnierz Tatarzyna a Tatarzyna za łeb trzyma, [w:] „Echo Muzyczne, Teatralne i Artystyczne”, R. 12: 1895, nr 30, s. 350–351
- Gdzie diabeł nie może tam babę pośle, [w:] „Echo Muzyczne, Teatralne i Artystyczne”, R. 12: 1895, nr 29, s. 338–339
- Uroki: Komedya w jednym akcie, Lwów 1895[21] (tłumaczenie  w języku niemieckim Alberta Weissa opublikowało pismo „Jung-Deutschland und Jung-Oesterreich”, 1897)
- Perełka: Obrazek sceniczny, Warszawa 1896[22]
- Za głosem dumy: Powieść dla młodzieży, I wyd. Lwów 1897, II w. Warszawa 1904[23][24], III w. Lwów 1929, IV w. (jako I t. Wydania zbiorowego dzieł dla młodzieży I.M., Lwów 1929), V w. W-a 1934
- W płytkim prądzie: Powieść, Warszawa 1898[25]
- Trzy listy, Lwów 1900
- Wielkie cele: Powieść dla młodzieży, Lwów 1903
- Spełnione marzenia: Powieść dla młodzieży, Lwów 1903
- Złote mosty: Powieść, Kraków 1906
- Bankrut, Lwów 1907
- Marzenia Julka. Powieść dla młodzieży, I wyd. Warszawa 1907[26][27], II wyd. Lwów 1933
- Po zwycięstwie: Powieść, Lwów 1909[28]
- Dzwony, Lwów 1911[29]
- Bez ten święty opłatek, Sztuka ludowa w 3 odsłonach, Poznań 1912[30]
- Pod obce niebo: obrazek dramatyczny ze śpiewami, Lwów 1922, seria wydawnicza: Biblioteczka Teatralna dla Dzieci i Młodzieży  (tom 31)
- Jaś gospodynią: Komedyjka w dwóch odsłonach, Lwów 1922[31], seria wydawnicza: Biblioteczka Teatralna dla Dzieci i Młodzieży  (tom 32)
- Król i królowa: komedia w 1 odsłonie, Lwów 1922 (pod pseud. Niebliziński), seria wydawnicza: Biblioteczka Teatralna dla Dzieci i Młodzieży  (tom 33)
- Przemówiła!: Idylla małżeńska w jednej odsłonie, Lwów 1922[32]
- Szczęśliwi ci dorośli: komedia w 1 odsłonie, Lwów 1922, seria wydawnicza: Biblioteczka Teatralna dla Dzieci i Młodzieży  (tom 34)
- Król migdałowy, Lwów 1922[33]
- Koledzy: Powieść dla młodzieży, Lwów-Poznań, 1922, Lwów 1923[34]
- Dziunio zwycięzcą: Komedyjka w jednym akcie, Lwów 1922[35], seria wydawnicza: Biblioteczka Teatralna dla Dzieci i Młodzieży  (tom 35)
- Winowajca: Komedyjka w jednym akcie, Lwów 1922, seria wydawnicza: Biblioteczka Teatralna dla Dzieci i Młodzieży  (tom 36)
- Zamieńmy się: Komedyjka w jednym akcie, Lwów 1922, seria wydawnicza: Biblioteczka Teatralna dla Dzieci i Młodzieży  (tom 37)
- Wielka nowina: komedyjka w jednym akcie, Lwów 1922,  seria wydawnicza: Biblioteczka Teatralna dla Dzieci i Młodzieży  (tom 38)
- Trzy listy: komedyjka w jednym akcie, Lwów 1922,  seria wydawnicza: Biblioteczka Teatralna dla Dzieci i Młodzieży  (tom 39)
- Odwet: komedyjka w jednym akcie, Lwów 1922,  seria wydawnicza: Biblioteczka Teatralna dla Dzieci i Młodzieży  (tom 40)
- Kłótnia o wiatr: komedyjka w jednym akcie, Lwów 1922,  seria wydawnicza: Biblioteczka Teatralna dla Dzieci i Młodzieży  (tom 40)
- Wesołą nowinę bracia słuchajcie: Jasełka kresowe w 3 odsłonach, I wyd. Lwów 1924[36], seria wyd.: Biblioteczka Teatralna dla Dzieci i Młodzieży  (tom 42), II wyd. Katowice ok. 1946
- Sprawunek Marysi: obraz dramatyczny w jednym akcie, Lwów 1924[37],  seria wydawnicza: Biblioteczka Teatralna dla Dzieci i Młodzieży  (tom 43)
- Wicher i promień słońca: obraz dramatyczny w jednym akcie, Lwów 1924,  seria wydawnicza: Biblioteczka Teatralna dla Dzieci i Młodzieży  (tom 43)
- Sprawunek Marysi: obraz dramatyczny w jednym akcie, Lwów 1924,  seria wydawnicza: Biblioteczka Teatralna dla Dzieci i Młodzieży  (tom 43)
- Żniwa: obrazek krakowski w jednej odsłonie, Lwów 1924,  seria wydawnicza: Biblioteczka Teatralna dla Dzieci i Młodzieży  (tom 43)
- Prima aprilis: komedyjka w jednej odsłonie, Lwów 1924,  seria wydawnicza: Biblioteczka Teatralna dla Dzieci i Młodzieży  (tom 44)
- Babska polityka, komedia ludowa w 3 odsłonach,  I wyd. Lwów 1924, II wyd. Katowice ok. 1946[38]
- Domyślny Staś: komedyjka w jednym akcie, Lwów 1924, seria wydawnicza: Biblioteczka Teatralna dla Dzieci i Młodzieży  (tom 45)
- By zabawić gości: Wesołe monologi dla młodzieży, Lwów 1925, seria wyd.: Biblioteczka Teatralna dla Dzieci i Młodzieży (tom 46)
- Posłuchajcie, wesołe monologi dla młodzieży, Lwów 1925[39],  seria wyd.: Biblioteczka Teatralna dla Dzieci i Młodzieży (tom 47), II wyd. Katowice ok. 1946
- Za klasztorną furtą, I wyd. Lwów 1925[40], II wyd. jako I tom Wydania zbiorowego dzieł dla młodzieży Ireny Mrozowickiej pod tytułem „Ilona na pensji”, Lwów 1929
- Echo: Powieść dla młodzieży, I wyd. Lwów-Warszawa 1926
- Przez błękitną szybę: Nowele, Lwów 1927
- Noc św. Mikołaja w lesie: Widowisko sceniczne dla teatrów szkolnych, Lwów 1927, seria wydawnicza: Biblioteczka Teatralna dla Dzieci i Młodzieży  (tom 53)
- Gość w domu: Sztuka ludowa w dwóch aktach z życia Polaków na obczyźnie, Lwów 1928
- Las w świetlicy. Obrazek sceniczny, Lwów 1928
- Złota królewna: Powieść dla młodzieży, Warszawa-Lwów 1929[41]
- Złoty interes. Obrazek sceniczny w 1 odsłonie, Lwów 1933
- Zamorski doktór. Wesoły obrazek sceniczny w 2 odsłonach, Lwów 1933[42]
- Krysi(t)a: Sztuka ludowa w dwóch odsłonach, Lwów 1933[43]
- Frankowy testament, Sztuka ludowa w 3 odsłonach ze śpiewami i tańcami, Lwów 1934[44]
- Wicher i promień słońca. Obrazek dramatyczny w 1 odsłonie, Lwów[45]
- By zabawić gości. Wesołe monologi dla dzieci, Lwów
- Posłuchajcie. Wesołe monologi dla młodzieży, Lwów[46]
- W noc wigilijną: Obrazek sceniczny w jednej odsłonie, Lwów 1937, seria wydawnicza: Biblioteczka Teatralna dla Dzieci i Młodzieży  (tom 77)
- Gość w domu, Lwów 1937
- Bawimy się w radio (Niedziela pierwsza): Komedyjka w 1 odsłonie dla dzieci, Lwów 1938[47], seria wydawnicza: Biblioteczka Teatralna dla Dzieci i Młodzieży  (tom 85)
- Bawimy się w teatr (Niedziela druga): Komedyjka w 1 odsłonie dla dzieci, Lwów 1938, seria wydawnicza: Biblioteczka Teatralna dla Dzieci i Młodzieży  (tom 86)
- Bawimy się w gry (Niedziela trzecia):  Komedyjka w 1 odsłonie dla dzieci, Lwów 1938, seria wydawnicza: Biblioteczka Teatralna dla Dzieci i Młodzieży  (tom 87)
- Królewicz maj: Kartki z dzienniczka Malwinki: Powieść dla młodych panienek, Lwów 1938[48]
- Liczne utwory publikowane w: Wieku Młodym. Dwutygodniku Ilustrowanym dla Dzieci i Młodzieży - Lwów, „Wieczorach Rodzinnych” - Warszawa, „Nowej Reformie” - Lwów, „Gazecie Lwowskiej” - Lwów, „Biesiadzie Literackiej” - Warszawa
- Cudowna kuracja, [w:] Komedie jednoaktowe, (seria: Komedie z Biblioteki Teatru Lwowskiego. t.1), opr. J. Baron, A. Musialik, Katowice 2017
- Albośmy to jacy tacy?, [w:] Teatry dla masowej publiczności, red. P. Olkusz, M. Wąsik, Łódź 2017

## Literatura dodatkowa
- Kasper Niesiecki: Mrozowicki herbu Prus. [W:] Korona polska przy złotej wolności starożytnymi wszystkich katedr, prowincji i rycerstwa klejnotami.... T. III. Lwów, 1740, s. 317–318.